# جامعة شرق فنلندا

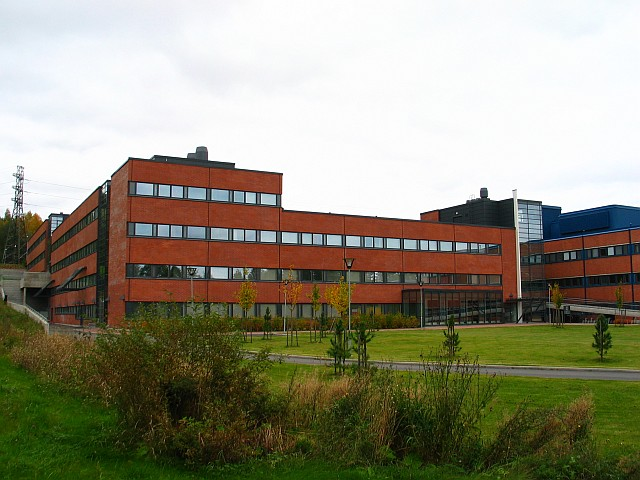
أحد الأبنية الرئيسية بالحرم الجامعي في كووبيو

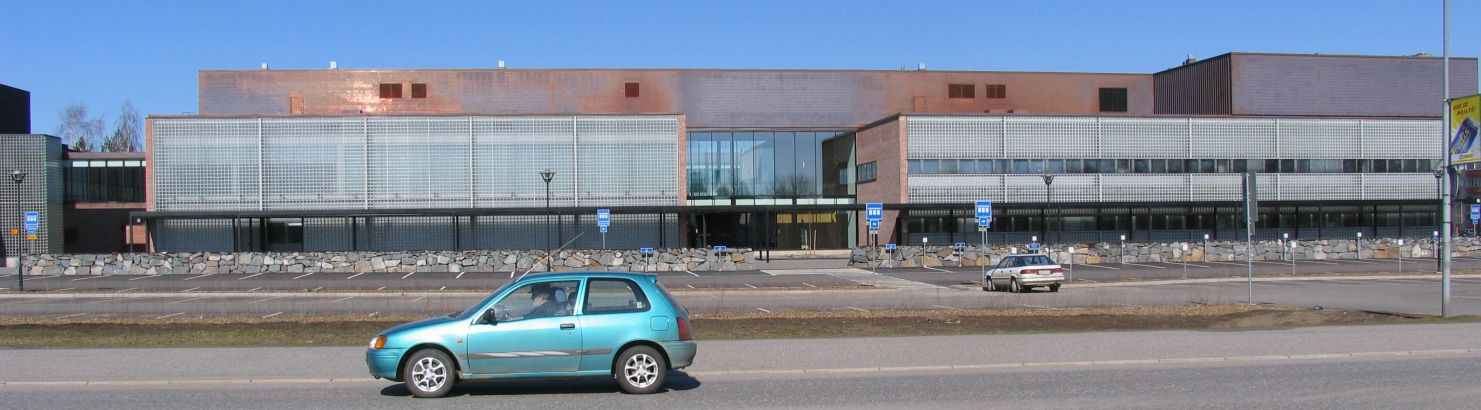
المبنى الرئيسي بالحرم الجامعي في يوينسو

جامعة شرق فنلندا (بالفنلندية: Itä-Suomen yliopisto) جامعة في فنلندا بثلاثة فروع في مدن يوينسو وكووبيو وسافونلينا.
تشكلت جامعة شرق فنلندا من خلال عملية اندماج لجامعاتين مستقلتين سابقاً في مدينتي يوينسو وكووبيو. وقد حلت جامعة شرق فنلندا مكانهما اعتباراً من يناير 2010.